# Songs About My Cats
Albums de Venetian Snares
Making Orange Things
(2001) Doll Doll Doll
(2001)
Songs About My Cats est un album studio et album-concept axé breakcore, composé par le compositeur canadien Venetian Snares. Paru en avril 2001, il s'agit également de son premier album solo au label Planet Mu, après l'album Making Orange Things produit en collaboration avec Speedranch,. Il fait usage d'échantillons sonores distordus, de sons électroniques, et de bruits faits par ses chats domestiques,.
AllMusic attribue à l'album une note de 4,5 étoiles sur cinq expliquant que « Songs About My Cats est un chef-d'œuvre, et même s'il risque de lasser certains auditeurs, c'est une expérience de musique électronique sadique mais émotionnelle qui peut être un avènement du genre. » TM, sur Planet Mu, commente que « si vous craignez entendre des samples de « miaou » sans fins et de kicks distordus, je peux vous assurer que vous ne trouverez rien de cela. »
La dernière piste du CD contient des images de chats encodés dans le spectrogramme du son.

## Liste des pistes
Format CD
1. Chinaski– 4:21
2. Katzesorge Part 1 – 0:51
3. Nepetalactone – 4:27
4. Poor Kakarookee – 6:04
5. For Bertha Rand – 2:08
6. Breakfast Time for Baboons – 3:24
7. Fluff Master – 6:12
8. Bobo – 3:56
9. Katzesorge Part 2 – 0:51
10. Pouncelciot – 3:10
11. Kakenrooken Stivlobits – 4:43
12. Lioness – 2:04
13. Cleaning Each Other – 3:51
14. Look – 0:31